# Effectenbeurs van Tirana
De Effectenbeurs van Tirana (TSE of in het Albanees Bursa e Tiranës) is de belangrijkste effectenbeurs van Albanië.
De beurs is gevestigd in de hoofdstad Tirana. De handel begon in 1996 als onderdeel van de centrale Bank van Albanië. De beurs werd onderdeel van de Federation of Euro-Asian of Stock Exchanges (FEAS). Aanvankelijk werd er tweemaal per week gehandeld, op maandag en donderdag. Een jaar later werd de beurs ook op de andere werkdagen opengesteld. In 2002 werd de beurs als aparte entiteit afgesplitst van de centrale bank. De beurs is echter nog steeds volledig eigendom van de staat en valt onder het ministerie van Financiën. De eerste jaren werd er alleen in staatsobligaties gehandeld, later hebben ook aandelen een notering gekregen. Er wordt in principe maar twee uur per dag gehandeld, tussen tien en twaalf uur 's ochtends. Afhankelijk van de verhandelde omzet kan de beurs haar sluitingstijd eventueel vervroegen of uitstellen. Er wordt gehandeld via de fysieke manier van open outcry.